# Kysucké Nové Mesto
Kysucké Nové Mesto és una ciutat d'Eslovàquia. Es troba a la regió de Žilina, és capital del districte de Kysucké Nové Mesto.

## Història
La vila fou fundada el 1325 per Carles I d'Hongria, a 10 km al nord de Žilina, a la vora del riu Kysuca.

## Demografia
| Godina             | 1994   | 2004   | 2014   | 2024   |
| ------------------ | ------ | ------ | ------ | ------ |
| Nombre de persones | 16.165 | 16.501 | 15.431 | 14.306 |
| Diferència         |        | +2,07% | −6,48% | −7,29% |

| Godina             | 2023   | 2024   |
| ------------------ | ------ | ------ |
| Nombre de persones | 14.380 | 14.306 |
| Diferència         |        | −0,51% |

## Ciutats agermanades
Kysucké Nové Mesto està agermanada amb les viles de:
- Rive-de-Gier, França
- Łodygowice, Polònia
- Gogolin, Polònia
- Jablunkov, Txèquia